# Shqiprim Arifi
Shqiprim Arifi (serb. Шћиприм Арифи, trb. Šćiprim Arifi; ur. 14 czerwca 1976 w Mannheimie) – niemiecko-serbski przedsiębiorca i polityk narodowości albańskiej, burmistrz Preševa w latach 2016–2021 (z przerwą w 2017) i 2022–2024.

## Życiorys
W 1998 roku ukończył szkołę ponadpodstawową, następnie pracował jako menedżer sektora międzynarodowego w przedsiębiorstwie HAAF, a w 2002 roku rozpoczął własną działalność gospodarczą w branży logistyki. W 2003 roku opuścił Niemcy, osiedlił się następnie na terenie Serbii.
Zaangażował się w działalność polityczną zakładając w 2015 roku partię Alternatywa dla Zmian. W 2016 roku wygrał w głosowaniu na urząd burmistrza Preševa zorganizowanych w ramach wyborów samorządowych, pełniąc tę funkcję do marca 2017 i ponownie od września tegoż roku. W 2018 roku wrócił na stanowisko burmistrza, piastując je do 2021 roku i ponownie w latach 2022–2024.
W 2021 roku zwrócił się z wnioskiem o przyłączenie doliny Preševa do Kosowa.

## Życie prywatne
Żonaty, ma trzy córki oraz wnuka.